# دریاچه لونر (لونرسی)

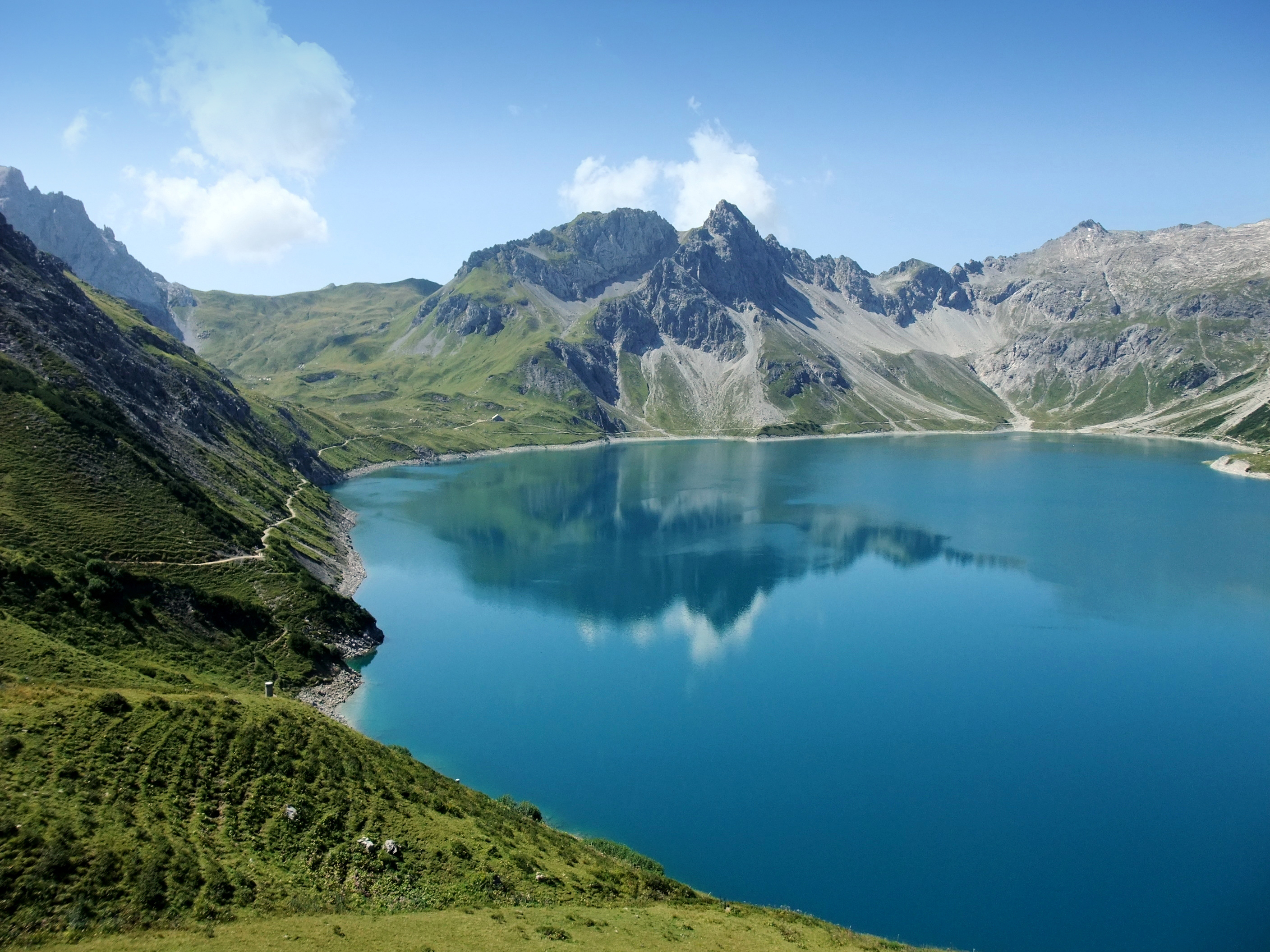

دریاچهٔ لونر (به انگلیسی: Lüner Lake، به آلمانی: Lünersee) دریاچه‌ای پهناور در نزدیکی شهر بلودنتس در فورآرلبرگ، اتریش است.
عمق دریاچه با احداث سد برق آبی در سال ۱۹۵۸، هفتاد و دو متر افزایش یافت.